# Ahl al Oughlam
Ahl al Oughlam (arabsko أهل الأغلام, latinizirano: Ahl al-Uġlām) je izjemno pomembno paleontološko najdišče v Afriki. Je tik izven vzhodnega obrobja Casablance, 2,6 km od Tit Mellila v Maroku. Prve najdbe so bile v nekdanjem kamnolomu leta 1985, sistematična izkopavanja pa potekajo od leta 1989. Starost najdišča je približno 2,5 milijona let, kar ustreza začetku gelazija, najvišji stopnji pliocena. Doslej je bilo odkritih okoli 80 vrst vretenčarjev, predvsem sesalcev (tudi prvakov, ne pa tudi hominidov) in ptic. Ahl al Oughlam je torej najbogatejša lokacija vretenčarjev v Severni Afriki.

## Geološki in geomorfološki okvir
Okolica Casablance je sestavljena iz nagubane paleozojske kleti - srednjekambrijskih skrilavcev, droba in kvarcitov. Ta klet se imenuje obalna mezeta in strukturno pripada maroški planoti. Na površje prihaja le občasno, običajno pa je skrita z neogenskimi tvorbami.
Za mezeto je značilna relativna stabilnost, ki jo je to območje skorje doživelo po zaključku variskanske orogeneze - v nasprotju s sosednjim Atlasom. Mezeta je bila postopoma erodirana v enotno površino, nato pa je nanjo vplivalo več transgresijskih ciklov Atlantika od neogena. Prvi in najpomembnejši od teh ciklov je potekal v tortoniju (miocen), drugi z začetkom gelazija - ima lokalno ime »Moghrebian«.
Ahl al Oughlam spada v tretji cikel, »Messaoudium«. Ko se je morje umaknilo, je nastala linija sipin, vzporedna z obalo, s plastjo ruševin na dnu. Dejansko peščeno telo se je zdaj strdilo v apneno-peščeno opeko. V tem strjenem sedimentnem telesu je nato prišlo do zakraselosti in nastanka razpok; slednje je postalo usodno za bogat živalski svet.
V pleistocenu (kvartarju) je proti Atlantiku sledilo še pet sipin. Opozoriti je treba, da ti cikli transgresije in regresije precej dobro sovpadajo z medledenimi obdobji ali ledenimi dobami.
Ahl al Oughlam je približno 6,2 kilometra oddaljen od Atlantika in leži na 108 metrih nadmorske višine.

## Paleofavna
Fosilna favna kaže podobnosti s favno reke Omo v Vzhodni Afriki in s favno Južne Evrope.
Ptice tvorijo poleg sesalcev najpogostejšo skupino živali z 20 vrstami, sledijo plazilci s 15 vrstami in dvoživke s 3 vrstami. Poleg tega so našli nešteto drobnih ostankov rib.